# Calvert Vaux
Calvert Vaux (Londra, 20 dicembre 1824 – New York, 19 novembre 1895) è stato un architetto e architetto del paesaggio britannico.
Durante la sua vita, progettò e creò dozzine di parchi negli Stati Uniti fra cui il Central Park di New York, realizzato insieme a Frederick Law Olmsted durante la seconda metà dell'Ottocento, e introdusse nuove idee sul significato di parchi pubblici in America durante il repentino periodo di urbanizzazione della nazione. Questa industrializzazione del paesaggio urbano spinse Vaux a focalizzarsi sull'integrazione di palazzi, ponti e altre forme di architettura nel loro ambiente naturale.

## Biografia

### Gioventù
Nato a Londra nel 1824 dal fisico Calvert Vaux Sr., il futuro architetto fu battezzato nella chiesa di St. Benet Gracechurch il 9 febbraio 1825. Vaux si formò presso Lewis Nockalls Cottingham, uno dei maggiori esponenti del revival gotico, fino a quando raggiunse i ventisei anni d'età.

### Primi anni di attività
Nel 1851, mentre era diretto negli Stati Uniti, Vaux realizzò una serie di paesaggi acquerellati che catturarono l'interesse del noto paesaggista Andrew Jackson Downing. In quel periodo, Downing era giunto a Londra in cerca di un aiutante con cui sperava di concretizzare i suoi ideali architettonici, in base ai quali gli edifici si devono integrare con l'ambiente circostante. Vaux accettò l'opportunità di collaborare con Downing e decise di trasferirsi negli Stati Uniti in pianta stabile. I due divennero solidi partner per due anni e progettarono molte aree fra cui i terreni della Casa Bianca e la Smithsonian Institution di Washington. Ispirato al suo progetto della Smithsonian Institution, Vaux scrisse un articolo uscito nel 1852 per The Horticulturalist in cui sosteneva che il governo avrebbe dovuto riconoscere e valorizzare l'arte. Poco dopo, quando Downing morì in un incidente su un battello a vapore, Vaux ottenne il controllo della loro attività e iniziò una collaborazione con Frederick Clarke Withers che perdurò per quattro anni. In questo periodo, i due progettisti idearono la Jefferson Market Library e il Rice Building di New York (sebbene alcuni attribuiscano quest'ultimo edificio a George B. Post). Nel 1856, Vaux ottenne la cittadinanza americana ed entrò a far parte della comunità artistica soprannominata "the guild", nella National Academy of Design e nella Century Association. Nel 1857 divenne uno dei membri fondatori dell'American Institute of Architects. Nello stesso anno, ispirato allo stile di John Ruskin, Ralph Waldo Emerson, e dell'ex socio Downing, Vaux pubblicò Villas and Cottages, che gettò le fondamenta del cosiddetto stile "gotico vittoriano".

### Collaborazione con Olmsted

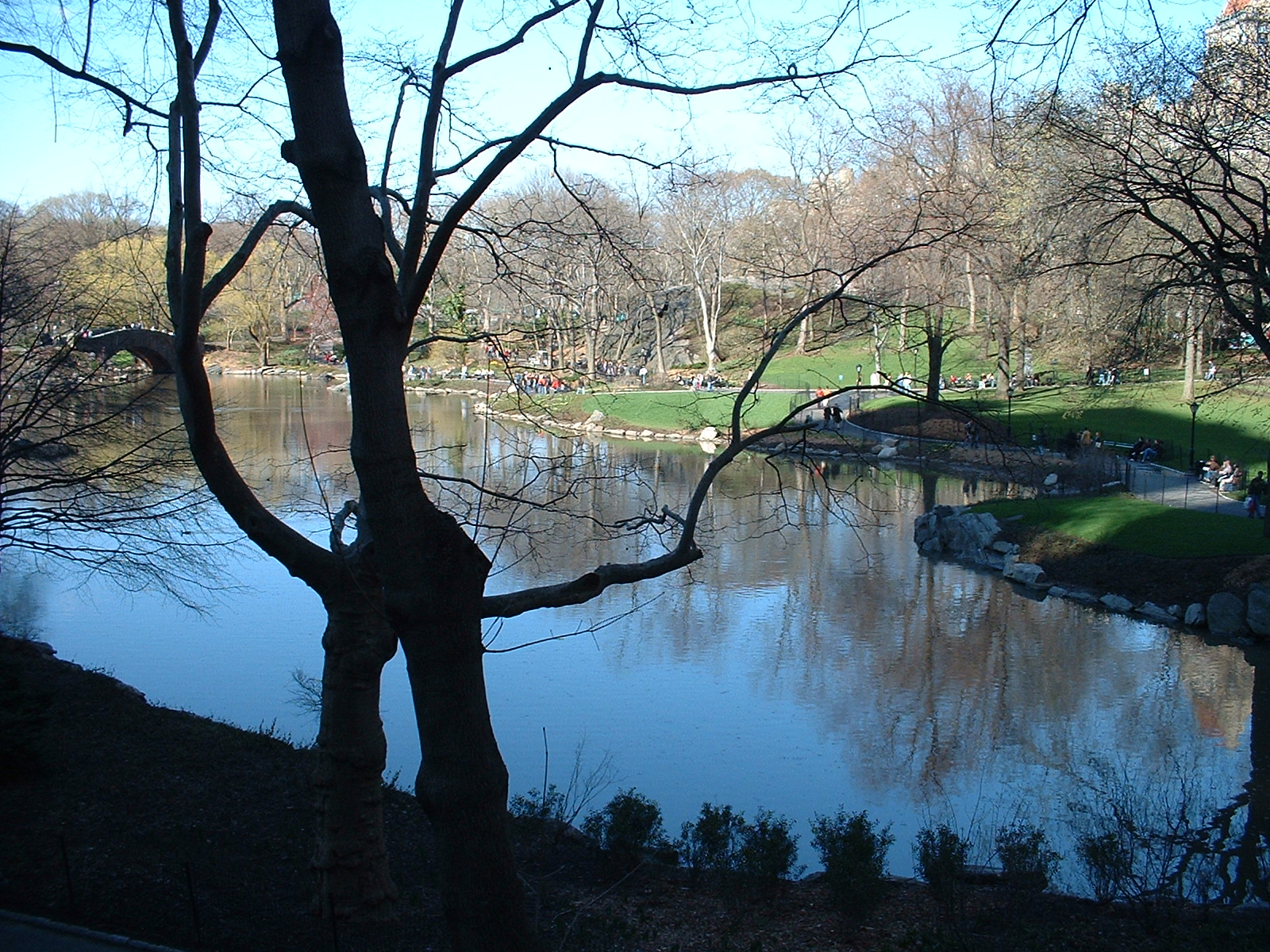
Scorcio di Central Park

Nel 1857, Vaux si fece aiutare da Frederick Law Olmsted, che non aveva ancora progettato un solo paesaggio urbanistico, per attuare il "piano Greenswald", finalizzato al rinnovamento di Central Park di New York. Nel 1865, Vaux e Olmsted fondarono la Olmsted, Vaux and Company, che progettò Prospect Park e Fort Greene Park a Brooklyn e Morningside Park a Manhattan. Nel 1868 progettarono anche Riverside, uno dei primi sobborghi di Chicago. Vaux fu anche incaricato di progettare un grande parco di Buffalo che includeva varie aree denominate The Parade, The Park e The Front (oggi divenuti due aree distinte conosciute come Martin Luther King, Jr. Park e Delaware Park–Front Park System). Vaux disegnò i progetti di molte strutture decorative per i parchi, ma la maggior parte di questi furono demoliti. Vaux creò anche un grande parco cittadino canadese nella città di Saint John, nel New Brunswick, chiamato Rockwood Park, uno dei più grandi parchi del suo genere in Canada. Nel 1871, i due partner progettarono i terreni del New York State Hospital for the Insane di Buffalo e dell'Hudson River State Hospital for the Insane di Poughkeepsie.

### Gli ultimi anni e la morte

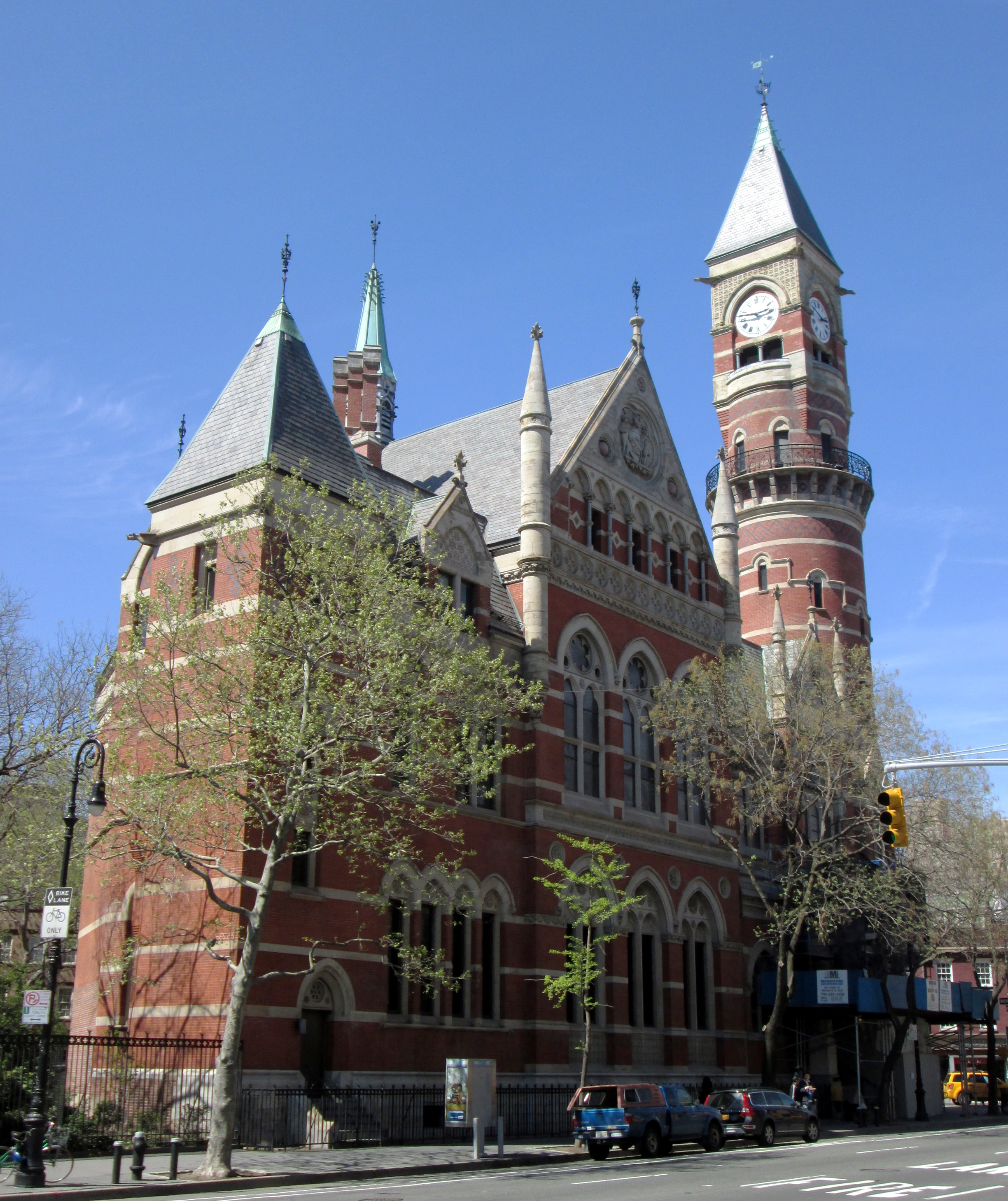
La Jefferson Market Library

Nel 1872, Vaux interruppe la sua collaborazione con Olmsted per avviare una nuova attività con George K. Radford e Samuel Parsons. Fra gli ultimi edifici realizzati da Vaux si segnalano la Jefferson Market Library e la Samuel J. Tilden House di New York così come lo Sheppard and Enoch Pratt Hospital di Towson, nel Maryland. Nel 1889, Vaux collaborò per un'ultima volta con Olmsted per la creazione del Downing Park di Newburgh, un chiaro omaggio al loro maestro ispiratore. Il 19 novembre 1895, Vaux annegò accidentalmente nella baia di Gravesend a Brooklyn. È sepolto a Kingston, presso il Montrepose Cemetery di New York. Nel 1998, la città di New York gli dedicò il Calvert Vaux Park, che domina la baia di Gravesend.